# Port Protection (Alaska)
Port Protection (Tlingit: Kél) ist ein Ort und ein census-designated place (CDP) in der Prince of Wales-Hyder Census Area in Alaska. Das U.S. Census Bureau hatte bei der Volkszählung 2020 eine Einwohnerzahl von 36 ermittelt.

## Geographie
Port Protection befindet sich im Alaska Panhandle im Südosten Alaskas nahe der Nordwestspitze von Prince of Wales Island 77 km westlich von Wrangell. Der Ort liegt an der gleichnamigen Bucht. Etwa 1,7 km nordöstlich vom Ort Port Protection befindet sich die „On Your Knees Cave“, ein archäologischer Fundplatz. Im Norden grenzt das Port Protection CDP an das benachbarte Point Baker CDP mit einer Siedlung 3 km weiter nördlich. Ein weiterer Ort in der näheren Umgebung ist Whale Pass, 37 km südöstlich von Port Protection gelegen. Port Protection liegt im Tongass National Forest.
Port Protection verfügt über eine Landestelle für Wasserflugzeuge. Es gibt keine direkte Anbindung von Port Protection an das Straßennetz von Prince of Wales Island. 2 km südwestlich von Port Protection gibt es jedoch an der Labouchere Bay einen Zugang zum Straßennetz, der von den Bewohnern per Skiff erreicht wird.

## Geschichte
Das Gebiet um Port Protection wurde historisch von einer Gruppe von Tlingit genutzt, die als „Henya“ bekannt war. Das Gebiet östlich von Port Protection wurde von Stikine Tlingit genutzt. Die Bucht erhielt ihren Namen von George Vancouver, der am 8. September 1793 dort mit seinem Schiff Discovery Schutz fand. Der moderne Ort Port Protection wurde in erster Linie von Nicht-Indigenen gegründet und bewohnt. "Wooden Wheel" Johnson war der erste Bewohner in den frühen 1900er Jahren. Er errichtete einen Laden, ein Betankungsdock und einen Fischankaufskahn. Der Ort diente Schleppfischern auf dem Weg nach Norden und Süden als Versorgungsstützpunkt und sicherer Ankerplatz. Laurel “Buckshot” Woolery eröffnete 1946 den Handelsposten „B.S. Trading Post“. In den 1950er Jahren wurde ein Lagerhaus errichtet, mit dem Plan später eine Shrimp-Konservenfabrik zu betreiben. Diese wurde jedoch nie realisiert. Woolery schloss seinen Handelsposten 1973. Staatliche Landveräußerungsprogramme ermöglichten eine dauerhafte Besiedelung von Port Protection. 1990 wurde Port Protection ein census-designated place. Die Bevölkerung lebt heute hauptsächlich von Subsistenzwirtschaft. Zum Nahrungsangebot gehören Wild, Lachs, Pazifischer Heilbutt, Shrimp und Krabben.

## Demografie
Zum Zeitpunkt der Volkszählung im Jahre 2020 (U.S. Census 2020) hatte Port Protection 36 Einwohner auf einer Landfläche von 9,61 km². Von den Einwohnern waren 33 Weiße. Beim Zensus im Jahr 2000 wurden 63 Einwohner gezählt, 2010 waren es 48. Somit war die Bevölkerungsentwicklung der letzten Jahre rückläufig.